# Tanais gayi
Tanais gayi is een naaldkreeftjessoort uit de familie van de Tanaidae. De wetenschappelijke naam van de soort is voor het eerst geldig gepubliceerd in 1849 door Nicolet.